# Krzysztof Grędziński
Krzysztof Grędziński (ur. 17 kwietnia 1962 w Działdowie) – polski producent filmowy.
Absolwent Wydziału Prawa i Administracji Uniwersytetu Mikołaja Kopernika w Toruniu oraz Wyższego Studium Zawodowego Organizacji Produkcji Filmowej i Telewizyjnej PWSFTviT w Łodzi. Laureat Polskiej Nagrody Filmowej, Orzeł 2013 w kategorii najlepszy film oraz Srebrnych Lwów na Gdynia Film Festival 2012 (obydwie nagrody - wspólnie z Małgorzatą Jurczak - jako producent filmu Obława), a także kilkunastu innych nagród filmowych. Członek Europejskiej Akademii Filmowej.

## Filmografia
jako producent
- Księstwo (2011)
- Ki (2011)
- Obława (2012)
- Być jak Kazimierz Deyna (2012)
- Pani z przedszkola (2014)